# Torrejón de Velasco
Torrejón de Velasco é um município da Espanha, na província e comunidade autônoma de Madrid. Tem 52,32 km² de área e em 2021 tinha 4 594 habitantes (densidade: 87,8 hab./km²). Limita com os municípios de Esquivias, Illescas, Parla, Pinto, Torrejón de la Calzada, Valdemoro e Yeles.